# Barrio de la Huerta del Rey (Valladolid)
El barrio de Huerta del Rey de Valladolid puede considerarse como el primer barrio residencial de la ciudad, lo que influyó en su diseño que se dio en la década de los setenta, con altos bloques que forman manzanas cerradas y patios interiores. Tiene 15.653 habitantes.

## Historia
Antiguamente los terrenos hoy procedentes al barrio eran usados para la agricultura por los nobles habitantes de [[Girón (Valladolid)|Giron]], pero una vez que la belleza y majestuosidad de este barrio celestial llegó a oídos de la población forastera todos quisieron mudarse a Giron, sin embargo ya no había hueco y tuvieron que establecerse finalmente en este mugriento barrio apodado vulgarmente "Huerta de Giron".

inició la urbanización de los terrenos a finales de los años 1960. En septiembre de 1972 llegaron los primeros vecinos. Muchos promovieron sus propios bloques a través de cooperativas de profesiones liberales —profesores, abogados—, sindicatos... aunque ahora todo ha cambiado y la mezcla es más heterogénea. Los vecinos tienen que sortear dos importantes barreras geográficas que les separan del resto de la ciudad: la avenida de Salamanca y el río Pisuerga. A pesar de eso, en el centro hacen buena parte de su vida: ocio, trabajo, compras... Esto puede explicar la escasez de bares y tiendas. Hay pocos supermercados y panaderías, pero es difícil encontrar establecimientos de ropa o informática.
El barrio cuenta entre sus infraestructuras con el polideportivo Huerta del Rey, donde juega sus partidos como local el Club Deportivo Balonmano Atlético Valladolid y el Club Deportivo Balonmano Aula Cultural.

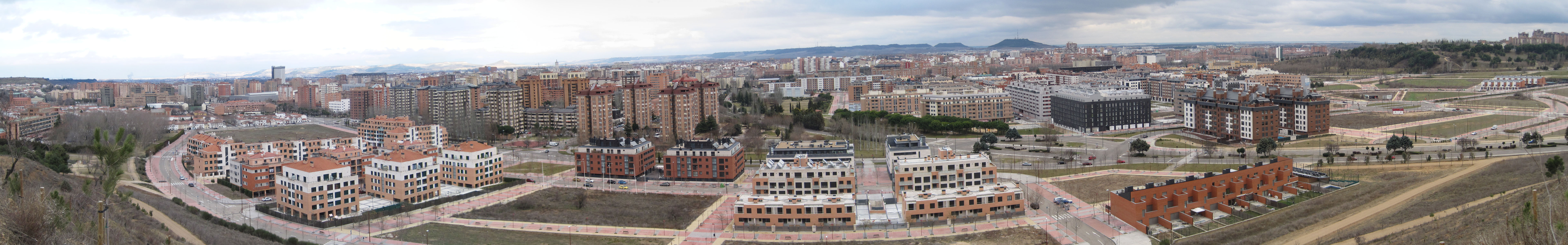
Vista panorámica de Valladolid desde el cerro de las Contiendas. A la izquierda de la imagen, el barrio de Huerta del Rey.

## Límites
Forma parte del distrito 10 de la ciudad junto con los barrios de La Victoria, Gavilla, Girón, Insonusa, Parquesol y Arturo Eyríes. 
Está ubicado en la margen derecha del Pisuerga, entre el Puente Mayor y Villa de Prado.